# 豺狼卡洛斯
伊里奇·拉米雷斯·桑切斯（西班牙語：Ilich Ramírez Sánchez，1949年10月12日—） ，委內瑞拉出生，父親是馬克思主義者，母親則是天主教徒。起初桑切斯也自稱是馬克思主義者，爲了加入解放巴勒斯坦人民陣線，他又宣佈信仰回教，還獲得了個綽號——「卡洛斯」。1975年，他參與維也納OPEC突襲事件，之後他陸續犯下多起綁架等恐怖事件，之後於1994年被逮捕，現正於法國北部克萊爾沃監獄服刑。

## 早年生活
拉米雷斯·桑切斯出生於委內瑞拉首都加拉加斯，父親是信奉馬克思主義的律師，他的名字伊里奇也是父親根據蘇聯領導人列寧的父名而取的名字（他的兩個弟弟名為列寧及弗拉基米尔）。他在加拉加斯的一所當地學校畢業，在1959年也參加了國家共產黨。據報導，桑切斯除了當地官方語言西班牙語，還會講阿拉伯語、俄語、英語及法語。後來桑切斯的父母離婚之後，他隨著母親與弟弟到達倫敦繼續完成學業。1968年，桑切斯的父親想讓桑切斯與弟弟進入索邦大學就讀，不過桑切斯最後還是選擇入學莫斯科的俄羅斯人民友誼大學就讀，不過桑切斯最後還被逐出校園。
後來桑切斯加入了解放巴勒斯坦人民陣線，他也得到了卡洛斯這個外號，最後當約旦內戰過後，卡洛斯離開了約旦前往倫敦，進入西敏大學選修課程，不過還是持續為PFLP工作。
卡洛斯豺狼的外號，是記者根據腓特烈·佛西斯的小說《豺狼之日》賦予的。

## 恐怖份子生涯

### OPEC突襲事件
1975年，卡洛斯參與了闖入OPEC位於維也納總部的計畫，12月時，他組了四人小隊闖入了石油輸出國組織部長會議，挾持了超過60名人質，在12月22日，42名人質被送往了阿爾及爾，而一名駕駛Neville Atkinson被交付載卡洛斯及其他的恐怖份子離開，他們快速的抵達巴格達，30名人質脫離控制，另一方面DC-9飛到的黎波里，在飛回阿爾及爾前人質被釋放，反抗者也被准許庇護。至於卡洛斯則離開了阿爾及利亞前往利比亞、葉門，為了要為自己辯護處決兩名人質的失敗（伊朗財政部長、沙烏地阿拉伯石油大臣），而且卡洛斯很可能侵佔了人質贖金。卡洛斯因為這次人質挾持的失敗而被逐出了PFLP。

## 逮捕與服刑
為躲避追捕，卡洛斯於1992年左右藏身到蘇丹首都喀土穆，因卡洛斯在蘇丹到處惹禍，和行爲多有違反沙里亞法，蘇丹政府便認爲他不是個穆斯林；加之蘇丹政府還深受「包庇恐怖分子」的指責，於是決定不再庇護他。1994年8月14日，熟睡當中的卡洛斯被自己的個人警衛交付給了法國幹員，並且飛往巴黎。他被指控謀殺兩名警察以及一名法國潛藏於PFLP的幹員－Michel Moukharbal。卡洛斯被關在La Santé監獄中等待審判。審判從1997年12月12日開始，12月23日結束，他被判有罪以及無期徒刑。
2003年6月，卡洛斯在獄中出了一本關於自己獄中生活的書，其中還聲援了奧薩瑪·賓拉登攻擊美國的行為，以及薩達姆·海珊，卡洛斯還稱海珊為「最後的阿拉伯騎士」。

## 書籍電影角色
- 在腓特烈·佛西斯的《豺狼之日》 (1971年)，是描寫一名代號為「豺狼」的殺手，被僱用去暗殺夏爾·戴高樂。不過有人認為豺狼正是根據卡洛斯所寫的。
- 在電影《魔鬼大帝：真實謊言》，阿諾·史瓦辛格教訓假扮間諜的賽門時，便誣賴賽門為代號「豺狼」的恐怖份子，這也是根據卡洛斯的綽號而成。
- 在電影《魔鬼諜報員》 (1997年)，美國政府所要緝拿的對象也是真實世界的豺狼卡洛斯。
- 在湯姆·克蘭西的書《虹彩六號》，恐怖份子嘗試從監獄中將豺狼卡洛斯放出並且攻擊一個西班牙的遊樂園。
- 在勞勃·勒德倫的《神鬼認證》書籍當中，豺狼卡洛斯是男主角傑森·包恩的死對頭，兩人都是世界頂尖的殺手，卡洛斯並且有強大的組織系統，不過兩人之間的最後對決是在《神鬼通牒》中分出勝負。
- 在詹姆士·龐德007的遊戲當中，豺狼卡洛斯被僱用去殺死龐德，最後則是掉到大型電扇而死。